# Caledoderus
Caledoderus is een geslacht van wantsen uit de familie van de Tingidae (Netwantsen). Het geslacht werd voor het eerst wetenschappelijk beschreven door Guilbert in 2012.

## Soorten
Het genus bevat de volgende soorten:

- Caledoderus monteithi Guilbert, 2012
- Caledoderus nesiotes (Drake & Ruhoff, 1962)